# Корнецелу (Олт)
Корнецелу (рум. Cornățelu) — село у повіті Олт в Румунії. Входить до складу комуни Побору.
Село розташоване на відстані 131 км на захід від Бухареста, 29 км на північ від Слатіни, 65 км на північний схід від Крайови, 140 км на південний захід від Брашова.

## Населення
За даними перепису населення 2002 року у селі проживали 618 осіб, усі — румуни. Усі жителі села рідною мовою назвали румунську.